# Grand Portage
Koordinaten: 47° 58′ N, 89° 41′ W

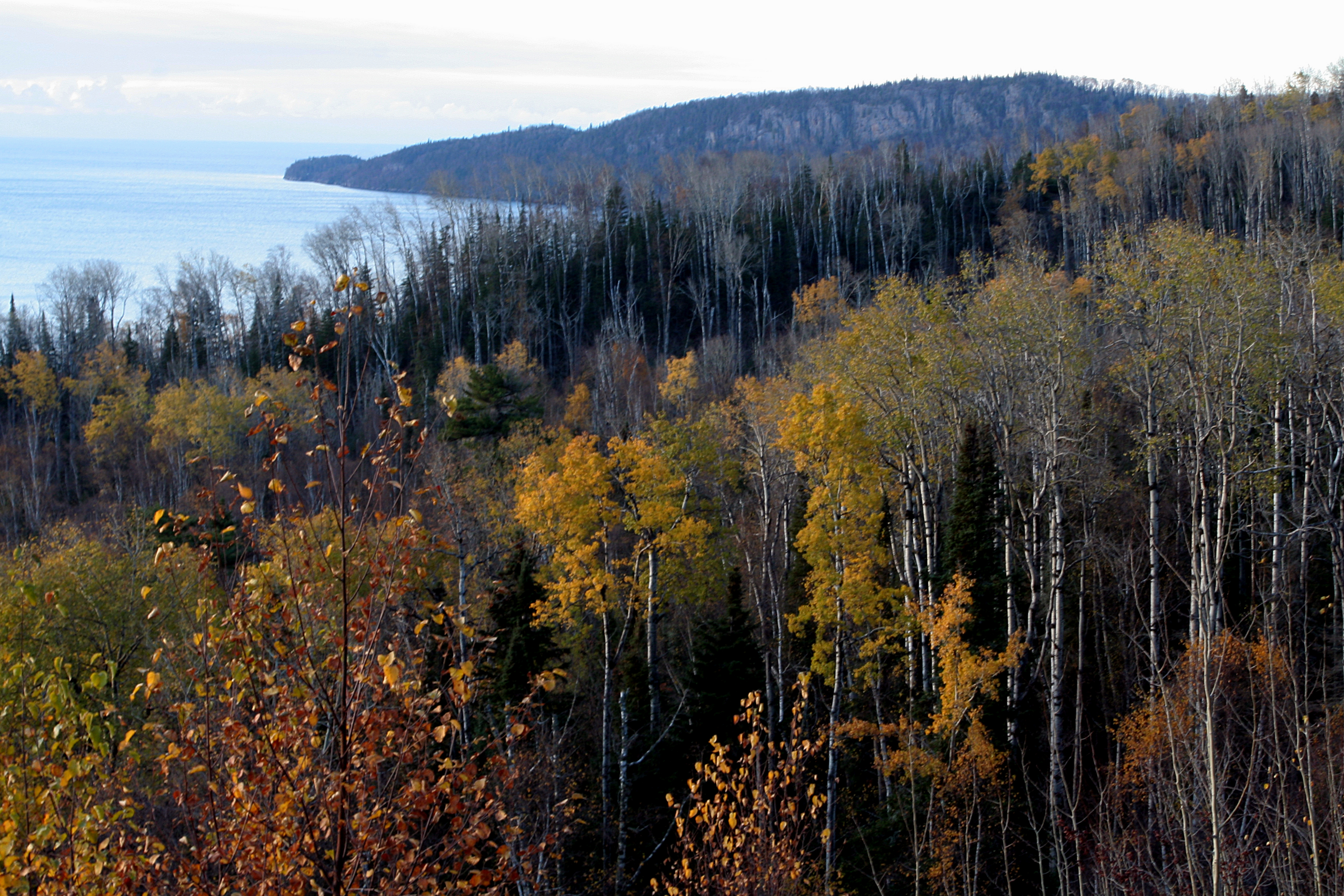
Typische Waldlandschaft an der Küste des Oberen See

Grand Portage ist ein nicht-organisiertes Gebiet („unorganized territory“) im Cook County im US-Bundesstaat Minnesota. Das U.S. Census Bureau hat bei der Volkszählung 2020 eine Einwohnerzahl von 618 ermittelt. Es umfasst das Gebiet des Grand Portage Indianerreservat.

## Geographie
Grand Portage liegt im äußersten Nordosten von Minnesota am Oberen See und an der Grenze zu Kanada. Die nächsten größeren Städte sind südwestlich Duluth und das nördlich in Kanada gelegene Thunder Bay. Nach Angaben des United States Census Bureau beträgt die Landfläche des Gebietes 192,2 Quadratkilometer.
Die Minnesota State Route 61 ist die einzige überregionale Verkehrsverbindung.
Das Grand Portage National Monument ist eine Gedenkstätte für die Geschichte der Urbevölkerung und der Pelzhändler. Der Flusslauf des Pigeon Rivers und seine Wasserfälle sind als Grand Portage State Park ausgewiesen, dem einzigen State Park in Minnesota, dessen Boden nicht in staatlichem Besitz ist, sondern 1989 von der Indianer-Reservation gepachtet wurde. Weiterhin gibt es am Seeufer eine Anlegestelle, von der zwei Fähren Touristen zum Isle-Royale-Nationalpark befördern.

## Geschichte
→ Hauptartikel: Grand Portage National Monument
Seit etwa 1722 benutzten zunächst französische Entdecker und Missionare die „Grand Portage“, einen etwa 14 Kilometer langen Fußweg, der die Stromschnellen am Unterlauf des Pigeon Rivers umging. Die Grand Portage war der Zugang zu Kanadas fellreichsten Gebieten. In der Blütezeit des Pelzhandels wurden viele Tonnen an Handelswaren in den Sommermonaten über diesen Weg transportiert. 1784 entstand hier der Hauptumschlagplatz der North West Company.

## Demografie
Bei der Volkszählung im Jahr 2000 lebten in Grand Portage 557 Menschen in 247 Haushalten und 137 Familien. Ethnisch besteht die Bevölkerung aus 58 Prozent amerikanischen Indianern, 36 Prozent weißer Bevölkerung sowie kleinere Minderheiten oder mehreren Gruppen. Zwei Prozent der Einwohner zählen sich zu den Hispanics.
Der Median des Einkommens eines Haushaltes beträgt 30.326 USD, der einer Familie 31.771 USD. Das Pro-Kopf-Einkommen liegt bei 15.782 USD. Etwa 21,7 % der Bevölkerung und 18,9 % der Familien leben unterhalb der Armutsgrenze.